# FC Liestal
Der FC Liestal ist ein in Liestal beheimateter Fussballverein und ist Mitglied des Schweizerischen Fussballverbands (SFV). Der Verein wurde am 3. Juli 1895 als „Fussballclub Liestal“ gegründet und gehört damit zu den zehn ältesten Fussballvereinen der Schweiz. Er spielt momentan in der 2. Liga interregional, der fünfthöchsten Schweizer Liga. Die grössten Erfolge erreichte er in der Zeit zwischen den beiden Weltkriegen, als er einige Jahre lang in der Serie B, der zweithöchsten Liga, spielte.

## Porträt
Der Verein verfügt derzeit über 6 Aktiv- und 16 Juniorenmannschaften. Das Fanionteam spielt seit seinem Aufstieg vor einigen Jahren in der 2. Liga interregional. Derzeit hält das Team in den vorderen Reihen der Tabelle mit. Der Verein zählt über 600 Mitglieder.

## Geschichte/Erfolge
Die grössten Erfolge schrieb der Club ab dem Ende der 1920er und in den frühen 1930er Jahren, als er im Schweizer Cup gegen namhafte Gegner wie Lugano, Zürich und Old Boys siegte. In dieser Zeit wurde der Club auch Basellandschaftlicher Meister und B-Meister der Zentralschweiz, was gleichzeitig den Aufstieg in die Promotionsklasse bedeutete. 1928 ging das Endspiel um die schweizerische Promotionsmeisterschaft gegen die Young Boys Bern auf eigenem Platz unglücklich verloren.
Seit den 1950er Jahren ging es mit dem Club bergab bis hinunter in die Niederungen der 3. Liga, ehe in den 1990er Jahren die Wende einsetzte.
Löbliche Ausnahme bildete die Saison 1979/1980, in welcher der FC Liestal den Basler Cup gewann. Dieser Erfolg konnte in den Jahren 1998 und 2006 (mit der 2. Mannschaft) wiederholt werden. 2003 gewann der Club den Reini Erbe-Cup, welche die jeweils beste Mannschaft des Fussballverbands Nordwestschweiz erhält.
Im Jahre 2006 war der Verein Gegner des FC Basel im Schweizer Cup.